# Joseph Dines
Pour les articles homonymes, voir Dines.
Joseph Frank Dines est un footballeur anglais né le 12 avril 1886 à King's Lynn et mort le 27 septembre 1918 dans le Pas-de-Calais.

## Biographie
Il représente l'Angleterre amateur et également l'équipe de Grande-Bretagne, avec laquelle il remporte une médaille d'or olympique aux Jeux de 1912 en Suède. Il joue les trois matchs de la compétition.
Dines est né à King's Lynn où il travaille comme enseignant en parallèle de sa carrière dans le football local. Il est mentionné dans le recensement de 1901 en tant qu’instituteur. Dines déménage ensuite dans la région de Ilford/South Woodford, jouant pour le club local non professionnel le Ilford FC (en). Résistant aux offres pour devenir joueur professionnel, il joue cependant pour Liverpool, Walthamstow Avenue (en) et Millwall, ainsi que pour les réserves de Norwich City et Woolwich Arsenal pendant sa période à Lynn Town (en).
Pendant la Première Guerre mondiale, il sert dans le Royal Army Ordnance Corps (en), le Middlesex Regiment (en), le Machine Gun Corps (en) et enfin comme sous-lieutenant dans le King's Liverpool Regiment (en). Il meurt à l'âge de 31 ans, dans le Pas-de-Calais sur le front occidental, et il est enterré à Hagnicourt.

## Palmarès
Grande-Bretagne
- Jeux olympiques (1) :
  -  Or : 1912.